# Lídia Vives
Lídia Vives Rodrigo (Lérida, 29 de enero de 1991), conocida como Lídia Vives, es una  artista audiovisual española, especializada en fotografía fine art. 

## Biografía
Vives nació en Lérida, ciudad de Cataluña, hija del pintor ilerdense, Arturo Vives. Estudió Bellas Artes en la Universidad de Barcelona. Inspirada en artistas renacentistas italianos y barrocos se especializó en fotografía, influenciada por el trabajo de Henri Cartier-Bresson, Annie Leibovitz y Guy Bourdain.

## Carrera profesional
Su primera serie fotográfica y exposición, Wonderland fue exhibida en Lérida, en 2013, se trata de una serie de fotografías en las que reinterpretaba la historia de Alicia en el País de las Maravillas, de Lewis Carrol, basada en sus pesadillas, miedos y obsesiones. En 2017, escribe su primer libro, “Ópera Prima” el cual contenía microcuentos, acompañándolos por su trabajo fotográfico.
Recibió una medalla de oro dentro del Super Circuito de Trierenberg, en 2018 con su obra "The Plague" y en los Moscow International Foto Awards con su obra "Mad Mouse", y Trofeu Torretes de Fotografía tanto FIAP como ISF, en 2020.
En 2020 fue parte del jurado calificador del Festival de Fotografía Internacional de León (FFIEL).
Su trabajo está caracterizado por un ambiente pictórico, el uso del color, la calidad de ensueño y los mensajes secretos que oculta dentro de sus fotografías, incitando al espectador a ver más allá dentro de su trabajo.Ha colaborado con el grupo musical Love Of Lesbian y Projecte Mu. Ha colaborado en Esquire, Vogue Italia, y Worbz. En noviembre de 2015 exhibió su serie Sex en el Museo del Louvre y en 2019 fue considerada por el sitio web Xataca como una de los 23 fotógrafos de retratos a los que seguir en internet.

## Libro
- Lídia Vives (2017). Ópera Prima. Luhu. ISBN 978-84-947125-1-7.